# والنتین بورگوا
والنتین بورگوا (انگلیسی: Valentín Burgoa؛ زادهٔ ۸ ژانویهٔ ۲۰۰۰) بازیکن فوتبال اهل آرژانتین است.
از باشگاه‌هایی که در آن بازی کرده‌است می‌توان به باشگاه فوتبال گودوی کروز اشاره کرد.